# A Quiet Place: The Road Ahead
A Quiet Place: The Road Ahead est un jeu vidéo de type survival horror développé par Stormind Games et édité par Saber Interactive sur Microsoft Windows, PlayStation 5 et Xbox Series. Le jeu est basé sur la série de films Sans un bruit et propose une nouvelle histoire. Il est sorti le 17 octobre 2024,.

## Système de jeu
A Quiet Place: The Road Ahead est un jeu solo dont le gameplay se concentre sur la furtivité et la survie,. Le joueur contrôle un personnage à la première personne et doit survivre dans un monde post-apocalyptique habité par des créatures extraterrestres hostiles aveugles, dotées d'une ouïe hypersensible améliorée,. Le jeu dispose de diverses fonctionnalités, notamment l'activation du microphone, qui permettent aux monstres du jeu de détecter la présence du joueur s'il émet un son.

## Histoire
L'histoire met en scène Alex Taylor (interprétée par Anairis Quiñones (en)), une étudiante asthmatique survivante dans un monde post-apocalyptique qui, aux côtés de son petit ami, Martin, est menacée par des créatures extraterrestres,,. Après la mort de Martin, Alex doit compter sur sa propre force pour rester en vie alors qu'elle est enceinte de l'enfant de Martin.

## Développement
En octobre 2021, il est annoncé qu'un jeu vidéo se déroulant dans la même continuité que la série de films Sans un bruit est en cours de développement. Selon certaines informations, le jeu inclut une histoire originale inédite. Les développeurs déclarent : « le jeu vidéo A Quiet Place permettra aux fans de vivre la tension des films avec un niveau d'immersion qu'ils n'ont jamais ressenti auparavant ». Le projet, qui est édité par Saber Interactive, est créé en collaboration par iLLOGIKA, EP1T0ME Studios Inc. et Paramount Pictures. En juin 2024, il est rapporté que Stormind Games est le développeur du jeu,.

## Sortie
Le jeu est annoncé en octobre 2021. Plus tard, une bande-annonce est publiée en juin 2024. A Quiet Place: The Road Ahead est sorti sur Microsoft Windows, PlayStation 5 et Xbox Series le 17 octobre 2024,.

## Accueil
- Gamekult : 4 sur 10[17]

### Traduction
- (en) Cet article est partiellement ou en totalité issu de l’article de Wikipédia en anglais intitulé « A Quiet Place: The Road Ahead » (voir la liste des auteurs).